# Bill Miller
William McKelvie Miller, dit Bill Miller, (né le 1er août 1908 à Campbellton, province du Nouveau-Brunswick au Canada - mort le 12 juin 1986) est un joueur professionnel canadien de hockey sur glace. Il évoluait au poste de Centre,,.

## Carrière
En 1934, il a commencé sa carrière professionnelle dans la Ligue nationale de hockey avec les Maroons de Montréal. Il a remporté la Coupe Stanley en 1934-1935. Le 13 février 1936, il est échangé avec Toe Blake et Ken Grivel aux Canadiens de Montréal en retour du gardien Lorne Chabot. Il met un terme à sa carrière en 1937 après une saison complète avec Montréal.

## Statistiques
| Saison     | Équipe                | Ligue      |    | Saison régulière | Saison régulière | Saison régulière | Saison régulière | Saison régulière |   | Séries éliminatoires | Séries éliminatoires | Séries éliminatoires | Séries éliminatoires | Séries éliminatoires |
| Saison     | Équipe                | Ligue      | PJ | B                | A                | Pts              | Pun              | PJ               | B | A                    | Pts                  | Pun                  |                      |                      |
| 1934-1935  | Maroons de Montréal   | LNH        | 22 | 3                | 0                | 3                | 2                | 7                | 0 | 0                    | 0                    | 0                    |                      |                      |
| 1935-1936  | Eagles de New Haven   | Can-Am     | 11 | 0                | 0                | 0                | 0                | -                | - | -                    | -                    | -                    |                      |                      |
| 1935-1936  | Maroons de Montréal   | LNH        | 8  | 0                | 0                | 0                | 0                | -                | - | -                    | -                    | -                    |                      |                      |
| 1935-1936  | Canadiens de Montréal | LNH        | 17 | 1                | 2                | 3                | 2                | -                | - | -                    | -                    | -                    |                      |                      |
| 1936-1937  | Canadiens de Montréal | LNH        | 48 | 3                | 1                | 4                | 12               | 5                | 0 | 0                    | 0                    | 0                    |                      |                      |
| Totaux LNH | Totaux LNH            | Totaux LNH | 95 | 7                | 3                | 10               | 16               | 12               | 0 | 0                    | 0                    | 0                    |                      |                      |